# Tuna landskommun, Uppland
För andra landskommuner med detta namn, se Tuna landskommun.
Tuna landskommun var tidigare en kommun i Uppsala län.

## Administrativ historik
Den 1 januari 1863, när kommunalförordningarna började tillämpas, skapades över hela riket cirka 2 500 kommuner, varav 89 städer, 8 köpingar och resten landskommuner.
Då inrättades i Tuna socken i Olands härad i Uppland denna kommun
1952 genomfördes den första av 1900-talets två genomgripande kommunreformer i Sverige. Tuna uppgick då i Olands landskommun som 1974 upplöstes då detta område fördes till Uppsala kommun.

## Politik

### Mandatfördelning i Tuna landskommun 1942-1946
| 6 | 14 |

| 19 |

| 7 | 13 |

| 19 |